# Partito di Centro Finlandese

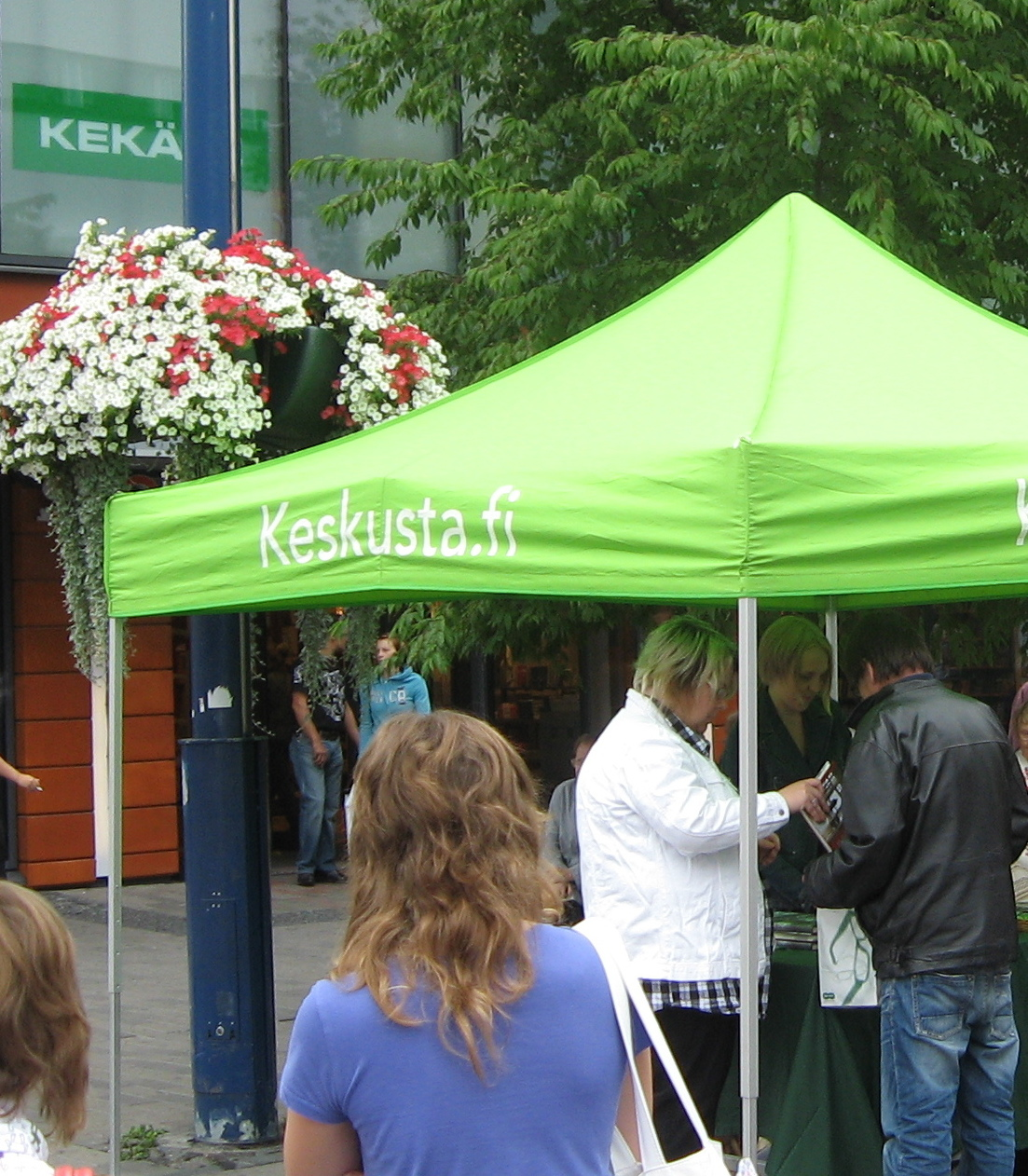
Gazebo del Partito di Centro a Jyväskylä.

Il Partito di Centro Finlandese, letteralmente Centro di Finlandia (in finlandese: Suomen Keskusta; in svedese: Centern i Finland - KESK), è un partito politico finlandese di orientamento liberale fondato nel 1908 con la denominazione di Lega Agraria (Maalaisliitto), assumendo l'odierna denominazione nel 1965.
È uno dei tre grandi partiti politici storici del paese insieme al Partito Socialdemocratico Finlandese (SDP) e al Partito di Coalizione Nazionale.
Il partito è membro dell'Internazionale Liberale e dell'ALDE.

## Risultati elettorali
| Elezione | Voti    | %      | +/-   | Seggi    | +/- | Posizione   |
| -------- | ------- | ------ | ----- | -------- | --- | ----------- |
| 1991     | 676.717 | 24,83  |       | 55 / 200 |     | Maggioranza |
| 1995     | 552.003 | 19,85  | 5%    | 44 / 200 | 11  | Opposizione |
| 1999     | 600.592 | 22,4%  | 2,55% | 48 / 200 | 4   | Opposizione |
| 2003     | 689.391 | 24,7%  | 2,3%  | 55 / 200 | 6   | Maggioranza |
| 2007     | 640.428 | 23,1%  | 1,6%  | 51 / 200 | 4   | Maggioranza |
| 2011     | 463 160 | 15,77% | 7,33% | 35 / 200 | 16  | Opposizione |
| 2015     | 626.218 | 21,1%  | 5,33% | 49 / 200 | 14  | Maggioranza |
| 2019     | 423 920 | 13,76% | 7,34% | 31 / 200 | 18  | Maggioranza |
| 2023     | 349 362 | 11,29% | 2,47% | 23 / 200 | 8   | Opposizione |

## Ideologia e posizioni
Nel contesto politico finlandese, il Partito di Centro può essere considerato un partito di centro-destra, molto radicato nei piccoli comuni dove guida molte delle amministrazioni (a differenza del Partito Socialdemocratico, più forte nelle aree metropolitane). Proprio per queste peculiarità, il Centro Finlandese propugna la "decentralizzazione" del potere in favore delle aree rurali.
Come altri partiti centristi del Nord Europa, il partito non ha una matrice "liberale" bensì ruralista, derivando dall'antica "Lega Agraria".
Cardini della sua politica sono il decentramento dei poteri, il libero mercato e il supporto dello stato per le piccole imprese, il mantenimento della sicurezza sociale con uno sviluppato welfare state, l'ecologismo e l'accoglienza degli immigrati. Il Partito di Centro ha tra i suoi ideali la laicità dello Stato.
Il KESK ha tendenze conservatrici: quando nel 2014 il Parlamento finlandese votò la legalizzazione del matrimonio tra persone dello stesso sesso, 30 dei 36 parlamentari centristi votarono contro.
Il partito è diviso sul tema dell'integrazione europea e contiene un'ala più euroscettica laddove gli interessi dell'UE sarebbero a discapito degli interessi della popolazione rurale. Il partito respinge l'idea di un'Europa federale ed era originariamente avverso anche all'introduzione dell'euro in Finlandia.

## Storia
Il partito fu fondato nel 1906 con il nome di "Lega Agraria" (in finlandese Maalaisliitto), nasce come unione di vari movimenti agrari del paese con ideali repubblicani; il partito rappresentava la piccolo-medio borghesia agraria che chiedeva una decentralizzazione del potere per sviluppare un settore che allora occupava la maggior parte della popolazione.
Fin dall'inizio il partito partecipò varie volte al governo del Paese, respingendo da un lato le idee comuniste, che volevano esportare anche in Finlandia l'esperienza della Rivoluzione d'ottobre, dall'altro le spinte ultranazionalistiche.
Negli anni il partito ha progressivamente perso la sua peculiarità "agraria" (pur propugnando sempre la decentrazione dei poteri) assumendo posizioni centriste vicine alla piccola e medio borghesia.
Nel 1965 la "Lega Agraria" cambiò il nome nell'attuale "Partito di Centro", assumendo negli anni posizioni ecologiste e favorevoli all'accoglienza di immigrati.
Negli anni il Partito di Centro ha preso parte a gran parte dei governi soprattutto insieme al Partito Socialdemocratico Finlandese con governi di coalizione. Dopo le storiche elezioni parlamentari del 2003 in cui, seppur di misura, con il 27.5% diventò il primo partito del paese, formò un governo di coalizione con il Partito Popolare Svedese di Finlandia ed il Partito di Coalizione Nazionale.
Tra i suoi esponenti di maggior rilievo va ricordato Urho Kekkonen, presidente del paese per ben 25 anni dal 1956 al 1981.
Attualmente il partito è appoggiato solamente per un 5% dalla popolazione agraria, gran parte del suo elettorato è composto da professionisti.
Il 22 giugno 2010 Mari Kiviniemi divenne Primo Ministro rendendo la Finlandia il primo paese europeo con le due più alte cariche dello stato occupate da due donne.
Durante le elezioni parlamentari del 2011 il partito ha registrato un calo del 7.3% (corrispondente a 16 seggi) che l'ha portato ad essere il quarto partito della Finlandia, con il 15.8% devi voti e 35 seggi, dietro al Partito di Coalizione nazionale (20.4%-44 seggi), al Partito Socialdemocratico Finlandese (19.1%-42 seggi) ed ai Veri Finlandesi (19.0%-39 seggi).
Il candidato del Partito di Centro per le elezioni presidenziali del 2018 è stato Matti Vanhanen.

## Presidenti di partito
- Otto Karhi (1906-1909)
- Kyösti Kallio (1909-1917)
- Filip Saalasti (1918)
- Santeri Alkio (1918)
- Petter Vilhelm Heikkinen (1919-1940)
- Viljami Kalliokoski (1941-1945)
- Vieno Johannes Sukselainen (1946-1964)
- Johannes Virolainen (1965-1980) - Primo Ministro, Presidente del Parlamento
- Paavo Väyrynen (1980-1990) - Ministro degli esteri
- Esko Aho (1990-2000, 2001-2002) - Primo Ministro nel periodo 1991-1995
- Anneli Jäätteenmäki (2000-2001, 2002-2003) - Primo Ministro nel 2003
- Matti Vanhanen (2003-2010) - Primo Ministro nel periodo 2003-2010
- Mari Kiviniemi (2010-2012) - Primo Ministro nel periodo 2010-2011
- Juha Sipilä (2012-2019)
- Katri Kulmuni (2019-2020)
- Annika Saarikko (2020–attuale)